# Межвін (Свентокшиське воєводство)
Межвін (пол. Mierzwin) — село в Польщі, у гміні Імельно Єнджейовського повіту Свентокшиського воєводства.
Населення — 205 осіб (2011).
У 1975-1998 роках село належало до Келецького воєводства.

## Демографія
Демографічна структура на день 31 березня 2011 року:
|          | Загалом | Допрацездатний вік | Працездатний вік | Постпрацездатний вік |
| -------- | ------- | ------------------ | ---------------- | -------------------- |
| Чоловіки | 99      | 14                 | 73               | 12                   |
| Жінки    | 106     | 31                 | 45               | 30                   |
| Разом    | 205     | 45                 | 118              | 42                   |